# X Settore di Copertura Baltea
Il X Settore di Copertura Baltea è uno dei dieci settori in cui venne diviso il Vallo alpino occidentale. Si estende dalla Cima Galisia al confine con la Francia fino al Monte Rosa, al confine con la Svizzera.
La sede era ad Aosta.

## Elenco delle strutture
Elenco delle opere difensive realizzate in Valle d'Aosta tra il 1931 e il 1943 riportato da Marco Boglione:

### Sottosettore X/a Nivolet - Valgrisenza
Sede ComandoAosta (Ordinamento 1938) poi Valgrisenza (Ordinamento 1940)
Gruppo Valgrisenza
- Caposaldo Fornet:

postazioni 61, 62, 63, 64, 65, 66, 67, 68
- Caposaldo Gerbelle:

opere 21 e 22

### Sottosettore X/b Piccolo San Bernardo - Seigne

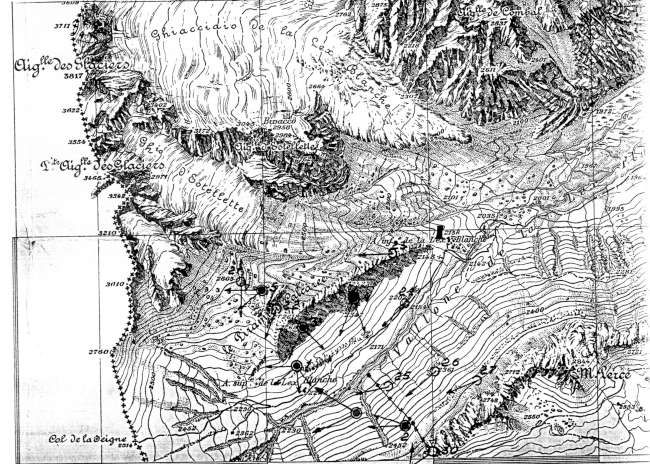
sistemazione difensiva del Sottosettore X/b (mappa del Genio militare).

Sede ComandoSan Desiderio Terme
Gruppo Autonomi del X/b
- Caposaldo San Desiderio Terme:

opere 207, 208, 209, 210
opere G1, G1bis, G2, G4, G5, G6, G7
fossato anticarro
- Caposaldo Runaz:

opera 206 bis
postazioni 205; 205 bis, 206
- Caposaldo Villanova Baltea:

postazioni 202, 203, 204, 204 bis
Gruppo Piccolo San Bernardo
- Caposaldo Belvedere:

batteria Chaz Duraz
centri 1, 3
opere 26 bis, 45, 46, 47, 48, 50, 51, 52, 53, 54, 55
postazioni E, F, G, H, O, Y
- Caposaldo Piccolo San Bernardo

opere 10, 12, 23, 24, 25, 26
caverna I-XII
caserma XXVI
- Caposaldo Colle della Croce - Colle San Carlo:

Colle Croce: 
opere 9, 10
Colle San Carlo: 
opere 12, 14, 15
batteria Testa d'Arpy
- Caposaldo Verney:

centri 4, 5, 6
opere 41, 42, 43, 44, 44bis, 44ter
Gruppo Seigne
- Caposaldo Chavannes:

opere 30, 31
centro 2
casermetta Chavannes
- Caposaldo Allée Blanche:

centri 1, 3, 4, 5
opere 21, 23, 24, 25, 26, 27
casermetta XXXI

### Sottosettore X/c Gran San Bernardo
Sede ComandoAosta (Ordinamento 1938) poi San Remigio (Ordinamento 1940)
Gruppo Autonomi del X/c
- Sbarramento San Remigio:

opere 1, 2, 4